# Kanton Saint-Étienne-Nord-Est-2
Saint-Étienne-Nord-Est-2 is een voormalig kanton van het Franse departement Loire. Het kanton maakte deel uit van het arrondissement Saint-Étienne. Het werd opgeheven bij decreet van 26 februari 2014 met uitwerking in 2015.

## Gemeenten
Het kanton Saint-Étienne-Nord-Est-2 omvatte de volgende gemeenten:
- Saint-Étienne (deels, hoofdplaats)
- Saint-Jean-Bonnefonds
- Saint-Priest-en-Jarez